# Prionocera parrii
Prionocera parrii är en tvåvingeart som först beskrevs av Kirby 1824.  Prionocera parrii ingår i släktet Prionocera och familjen storharkrankar. Inga underarter finns listade i Catalogue of Life.